# Arboretum de Tournay
L'Arboretum de Tournay (9 hectares) est un arboretum situé à Tournay, Hautes-Pyrénées, Occitanie, France. Il est géré par l' Office National des Forêts et ouvert gratuitement tous les jours. 
L'arboretum a été créé en 1992, sur proposition de M. Patrick Pierquet, sur des terrains reboisés en 1958 après un incendie. L'arboretum contenait 70 espèces à sa création, et la collection compte désormais 170 espèces, notamment Acer griseum, Cornus florida rubra, Fagus sylvatica, Ginkgo biloba, Magnolia macrophylla, Pyrus salicifolia, Torreya nucifera et Ulmus parvifolia.